# گوونبی-لشنگوو
گوونبی-لشنگوو (به لاتین: Gołębie-Leśniewo) یک روستا در لهستان است که در گمینا اندژیوو واقع شده‌است. گوونبی-لشنگوو ۱۰۰ نفر جمعیت دارد.